# Сиань
Сиа́нь (кит. 西安, пиньинь Xī'ān, палл. Сиань) — город субпровинциального значения в провинции Шэньси (КНР), место пребывания правительства провинции.
Город существует более 3100 лет, некоторое время являлся самым крупным (как по площади, так и по числу жителей) городом мира. Сиань — один из самых знаменательных исторических и культурных центров Китая; был столицей 13 государств в истории Китая — в частности, в периоды Чжоу, Цинь, Хань, Суй и Тан (столицы этих государств располагались обычно в разных местах на небольшом удалении от центра современного Сианя).
Старое название города — Чанъань (кит. трад. 長安, упр. 长安, пиньинь Cháng'ān, палл. Чанъань), в переводе — «долгий мир». Город Сиань (Чанъань) был местом назначения торговых караванов, которые шли по Великому шёлковому пути в Китай. В окрестностях города расположены курганные гробницы Древнего Китая, включая мавзолей Цинь Шихуанди c терракотовой армией.
С 1990 года, в соответствии с планом экономического развития Китая для центральных и северных регионов страны, Сиань преобразовался в важный центр культуры, образования и промышленности.

## География
Центр города расположен во впадине Вэйхэ, которая отделяет Лёссовое плато от гор Циньлин. Впадина является поверхностью грабена. Через неё с запада на восток протекает река Вэйхэ, являющаяся правым притоком Жёлтой реки.
Уезды и районы южной части Сианя занимают северные склоны хребта Циньлин.

### Климат
| Показатель                    | Янв. | Фев. | Март | Апр. | Май  | Июнь | Июль | Авг. | Сен. | Окт. | Нояб. | Дек. | Год  |
| ----------------------------- | ---- | ---- | ---- | ---- | ---- | ---- | ---- | ---- | ---- | ---- | ----- | ---- | ---- |
| Средний суточный максимум, °C | 4,8  | 7,7  | 14,0 | 20,4 | 25,8 | 31,6 | 32,0 | 31,1 | 24,7 | 19,3 | 12,1  | 6,1  | 19,1 |
| Средняя температура, °C       | −0,5 | 2,2  | 7,9  | 14,1 | 19,4 | 24,8 | 26,3 | 25,3 | 19,4 | 13,8 | 6,8   | 0,9  | 13,4 |
| Средний суточный минимум, °C  | −4,2 | −1,8 | 3,2  | 8,9  | 13,8 | 18,8 | 21,6 | 20,8 | 15,5 | 9,8  | 2,8   | −2,9 | 8,9  |
| Норма осадков, мм             | 6    | 10   | 26   | 49   | 65   | 51   | 92   | 66   | 107  | 65   | 25    | 5    | 567  |
| Источник: World Climate       |      |      |      |      |      |      |      |      |      |      |       |      |      |

## История
В 1963 году в уезде Ланьтянь были сделаны ценные антропологические находки; была раскопана также неолитическая деревня в Баньпо (半坡), которую относят к 3000 до н. э. (культура Яншао).
Город стал культурным и промышленным центром с момента начала эпохи Чжоу в XI веке до н. э. Столицы царства Чжоу — Фэн (кит. трад. 灃, упр. 沣) и Хао (кит. трад. 鎬, упр. 镐) — находятся на незначительном удалении от современного Сианя к западу от города. В 687 году до н. э. на территории современного района Яньта властями царства Цинь был создан уезд Дусянь (杜县) — первый уезд в истории Китая. Затем неподалёку были созданы и другие уезды, а когда царство Цинь завоевало все прочие царства и создало первую в истории Китая централизованную империю, эта административная система была распространена на всю страну. Столицей империи Цинь стал Сяньян, расположенный непосредственно к северо-западу от современного Сианя, а император Цинь Шихуанди построил себе гробницу и Терракотовую армию в местности, которая является пригородом современного Сианя.
В 202 до н. э. Лю Бан, основавший империю Хань, заложил город Чанъань как новую столицу. Его первый Дворец Вечного Счастья (кит. трад. 長樂宮, упр. 长乐宫) был построен за рекой из руин циньской столицы. Через два года он построил Дворец Вэйян (未央宫) к северу от современного города. Городская стена начала строиться в 194 до н. э., строительство завершилось через 4 года, длина стены составляла 25,7 км в длину и 12-16 м в толщину у основания. Стена огораживала территорию 36 км² (в полтора раза больше имперского Рима). Во времена диктатуры Ван Мана написание «Чанъань» было изменено на 常安, но после основания династии Восточная Хань городу было возвращено прежнее название.
В 24 году город разрушен в результате восстания. В 190 году, перед окончательным распадом империи Хань, генерал Дун Чжо переместил свой двор из Лояна в Чанъань, чтобы избежать коалиции других генералов против него.
После падения империи Хань эти места административно вошли в состав округа Цзинчжао (京兆郡). При империи Северная Чжоу в 558 году Чанъань был административно поделён пополам: территория к востоку от оси, проходящей через его центр с севера на юг, стала уездом Ваньнянь (万年县), а территория к западу — уездом Чанъань (长安县).
После нескольких смутных столетий, в период империи Суй страна снова объединилась в 582 году. Император повелел отстроить новую столицу к юго-востоку от ханьской, которая получила название Дасин (кит. трад. 大興, упр. 大兴, буквально: «великий восторг»). Столица состояла из трёх районов — дворец Сиань, имперский город и город для основного населения; округ Цзинчжао был поднят в статусе до Цзинчжаоской управы (京兆府). Главная улица Чжуцюэ была шириной 155 м, весь город занимал площадь 84 км² (в шесть раз больше тогдашнего Рима), в то время это был самый большой город мира — в нём проживало порядка миллиона человек. После замены империи Суй на империю Тан город был снова переименован в Чанъань. В VII—IX вв. это был, по мнению многих исследователей, самый населённый мегаполис мира с населением, колебавшимся от 800 000 до 1 000 000 жителей (после падения империи Тан город уступил звание крупнейшего мегаполиса планеты Багдаду).
В VII веке в Чанъане обосновался буддийский монах Сюаньцзан, который организовал работы по переводу с санскрита многочисленной буддийской литературы. В 652 была построена Пагода Диких Гусей высотой 64 м. Она должна была служить хранилищем драгоценных буддийских рукописей, привезённых Сюаньцзаном из Индии. В 707 была построена Малая пагода диких гусей высотой 45 м (пагода пострадала во время землетрясения в 1556). В городе существовала община несторианских христиан, о которых нам известно из возведённой ими в 781 году стелы. С этой же общиной связывают и постройку существующей и поныне Пагоды Дацинь.
В 904 году, когда империя Тан пала, город подвергся сильным разрушениям. Столица была перенесена снова в Лоян, а город значительно уменьшился. При империи Поздняя Лян Цзинчжаоская управа была понижена в статусе до области Юнчжоу (雍州), подчинённой Дааньской управе (大安府). При империи Поздняя Тан Дааньская управа была переименована в Цзинчжаоскую управу. Когда Чжао Куанъинь вновь объединил страну и создал империю Сун, то у него было намерение вновь сделать Чанъань столицей страны, но впоследствии он передумал, а в этих местах был образован военный округ Юнсин (永兴军路). Когда эти места были завоёваны чжурчжэнями, то в составе империи Цзинь военный округ Юнсин был переименован в Цзинчжаоскую управу.
После монгольского завоевания город поначалу сохранил название Цзинчжаофу («Цзинчжаоская управа»). В 1272 году хан Хубилай дал своему третьему сыну Мангале титул «князя Аньси» (安西王), и эти земли вошли в его удел. В 1279 году Цзинчжаоская управа была переименована в регион Аньси (安西路). Затем титул «князь Аньси» был упразднён, а удел — ликвидирован; в 1312 году регион Аньси был переименован в регион Фэнъюань (奉元路).
Во время свержения власти монголов генерал Сюй Да в 1369 году захватил регион Фэнъюань. После основания китайской империи Мин регион Фэнъюань был переименован в Сианьскую управу (西安府). Город был снова обнесён стенами и обведён рвом, он стал одним из узлов создаваемой оборонительной системы Великой китайской стены. Периметр стен — 12 км, высота — 12 метров, толщина — от 15 до 18 метров у основания. Эти стены сохранились до сих пор в хорошем состоянии — простоявшие более 600 лет, они считаются наиболее хорошо сохранившимися крепостными укреплениями в мире.
В 1370 году основатель империи Мин Чжу Юаньчжан дал своему второму сыну Чжу Шуану титул «Циньского вана» (秦王). В связи с тем, что Сиань стал резиденцией Циньского вана, та часть города, где разместилась княжеская резиденция, получила название Ванчэн (王城, «город вана»), а потом Хуанчэн (皇城, «императорский город»). Старший сын Чжу Юаньчжана — Чжу Бяо — в 1391 году во время поездки на запад посетил Сиань и стал думать о том, чтобы перенести туда столицу страны, однако по возвращении домой заболел и скончался, и этот план остался нереализованным. В 1643 году Сиань был взят повстанческими войсками Ли Цзычэна; повстанцы вернули ему название «Чанъань».
При империи Цин Сиань был примерно таким же, как и при империи Мин, только в северо-восточной части города разместился маньчжурский гарнизон. Когда в 1900 году Пекин был захвачен войсками восьми держав, то вдовствующая императрица Цыси, взяв с собой формально правившего императора, бежала в Сиань, и оставалась здесь до 1901 года.
Во время Синьхайской революции в 1911 году восставшие китайские войска уничтожили маньчжурский гарнизон, и город частично опустел. 
 
В 1921 году город избрал своей штаб-квартирой генерал Фэн Юйсян. 
 
В 1928 году гоминьдановское правительство Китайской республики выделило административный центр уезда Чанъань в отдельную административную единицу — город Сиань, однако в 1930 году он был расформирован, и эта территория вновь стала частью уезда Чанъань. 
 
В 1933 году Сиань был объявлен временной столицей Китайской республики, однако правительство туда переезжать не стало. 
 
В 1935 году Чан Кайши создал в Сиане «штаб по умиротворению», задачей которого была борьба с пришедшей в результате Великого похода на север провинции Шэньси китайской Красной армией. 
 
В 1936 году Чан Кайши лично прибыл в Сиань для руководства этой борьбой, и был арестован взбунтовавшимися генералами, потребовавшими заключения мира с коммунистами и создания с ними единого фронта для борьбы против японской агрессии. 
 
В 1943 году город Сиань был официально образован вновь в качестве отдельной административной единицы, став городом провинциального подчинения. 
 
В 1948 году гоминьдановские власти сделали Сиань городом центрального подчинения.
В ходе гражданской войны Сиань в мае 1949 года перешёл в руки коммунистов. 
С 1950 года он был подчинён Северо-Западному военно-политическому комитету (西北军政委员会). 
В 1949—1954 гг. территория города была расширена за счёт части земель уезда Чанъань. 
 
В январе 1953 года Северо-Западный военно-политический комитет был переименован в Северо-Западный административный совет (西北行政委员会). 
В марте 1953 года Сиань стал городом центрального подчинения, в июне 1954 года — городом провинциального подчинения.
В декабре 2021 года в связи со вспышкой коронавируса в Сиане объявлен тотальный локдаун. Власти закрыли все школы и прервали пассажирское сообщение с городом. 15 апреля 2022 года в связи с новым ростом заболеваний коронавирусом власти ввели частичный локдаун.

## Административно-территориальное деление
Город субпровинциального значения Сиань в административном плане делится на 11 районов городского подчинения и 2 уезда.
| Карта                                                                                                   | Карта    | Карта     | Карта        | Карта            | Карта         | Карта                      |
| --- | -------- | --------- | ------------ | ---------------- | ------------- | -------------------------- |
| ① ② ③ Бацяо Вэйян Яньта Яньлян Линьтун Чанъань Ланьтянь Чжоучжи Хуи Гаолин ① Синьчэн ② Бэйлинь ③ Ляньху |          |           |              |                  |               |                            |
| Статус                                                                                                  | Название | Иероглифы | Пиньинь      | Население (2009) | Площадь (км²) | Плотность населения (/км²) |
| Район                                                                                                   | Синьчэн  | 新城区    | Xīnchéng qū  | 500 000          | 31            | 16 129,0                   |
| Район                                                                                                   | Бэйлинь  | 碑林区    | Bēilín qū    | 750 000          | 22            | 34 091,0                   |
| Район                                                                                                   | Ляньху   | 莲湖区    | Liánhú qū    | 640 000          | 38            | 16 842,1                   |
| Район                                                                                                   | Бацяо    | 灞桥区    | Bàqiáo qū    | 510 000          | 322           | 1583,9                     |
| Район                                                                                                   | Вэйян    | 未央区    | Wèiyāng qū   | 500 000          | 261           | 1915,7                     |
| Район                                                                                                   | Яньта    | 雁塔区    | Yàntǎ qū     | 790 000          | 152           | 5197,4                     |
| Район                                                                                                   | Яньлян   | 阎良区    | Yánliáng qū  | 250 000          | 240           | 1041,7                     |
| Район                                                                                                   | Линьтун  | 临潼区    | Líntóng qū   | 700 000          | 898           | 779,5                      |
| Район                                                                                                   | Чанъань  | 长安区    | Cháng'ān qū  | 980 000          | 1583          | 619,1                      |
| Район                                                                                                   | Гаолин   | 高陵区    | Gāolíng qū   | 290 000          | 290           | 1000                       |
| Район                                                                                                   | Хуи      | 鄠邑区    | Hùyì qū      | 600 000          | 1213          | 494,6                      |
| Уезд | Ланьтянь | 蓝田县    | Lántián xiàn | 640 000          | 1977          | 323,7                      |
| Уезд | Чжоучжи  | 周至县    | Zhōuzhì xiàn | 670 000          | 2956          | 226,7                      |

## Экономика
В 2022 году внешнеторговый оборот Сианя составил 447,41 млрд юаней, увеличившись на 33,3 % в годовом исчислении. Важное значение имеет перевалка через Сиань китайских товаров, следующих в Центральную Азию, Россию и Восточную Европу.
В Сиане базируются нефтегазовая и нефтехимическая компания Shaanxi Yanchang Petroleum Group, угледобывающая компания Shaanxi Coal and Chemical Industry Group, авиастроительная компания Xi'an Aircraft Industrial Corporation (подразделение группы AVIC), производитель полупроводников и солнечных панелей LONGi Green Energy Technology, региональный банк Bank of Xi'an, строительная компания Shaanxi Construction Engineering Group Corporation, пищевая компания Aiju Grain and Oil Industry Group (производство муки, растительного масла и кондитерских изделий), производитель энергетического и электротехнического оборудования China XD Group, производитель удобрений China Green Agriculture, авиакомпании Joy Air и Air Changan.
Важное значение имеют логистика и международная торговля: Сиань является узловым центром, через который китайские товары следуют в Центральную Азию и Европу, а товары и сырьё из Центральной Азии — в Китай (особенно зерно и масличные культуры из Казахстана, хлопок из Узбекистана). В городе расположен Китайско-казахстанский торгово-логистический терминал — совместное предприятие KTZ Express и Xi'an Free Trade Port Construction and Operation Company Limited.

### Промышленность
Сиань производит 14 % всех китайских электромобилей. В Сиане расположены заводы полупроводников компаний Samsung China Semiconductor, Micron Technology, UniIC Semiconductors и Xiyue Electronics Technology, автомобильный завод компании BYD Auto, заводы по производству автобусов и грузовиков компании Shaanxi Heavy Duty Automobile (подразделение корпорации Shaanxi Automobile Group), заводы по производству локомотивов и железнодорожных вагонов CRRC Group и Сhina Railway Changan Heavy Industry, завод атомного оборудования компании China National Nuclear Corporation, завод автомобильных комплектующих компании Weichai Holding Group, нефтехимический комбинат Sinopec Group, фармацевтическая фабрика компании China National Pharmaceutical Group.
В Сиане расположены важные оборонные предприятия и научно-исследовательские учреждения Китая. Среди крупнейших выделяются 4-е НПО (Китайская академия технологий твердотопливных космических двигателей), 6-е НПО (Китайская академия технологий жидкостных космических двигателей), завод ракетных двигателей № 7103 и завод электроники 9-го НПО — подразделения China Aerospace Science and Technology Corporation, а также авиационный завод компании Xi'an Aircraft Industrial Corporation, завод по производству авиадвигателей компании Aero Engine Corporation of China, заводы 1-го, 2-го и 6-го НПО компании China Aerospace Science and Industry Corporation, ракетный завод компании Deep Blue Aerospace Technology, заводы по производству боевых БПЛА ASN Technology Group и Bingo Intelligent Aviation Technology, машиностроительный завод Shaanxi Huanghe Group (радары, бронированные машины пехоты и разведки).
Также в городе расположены пищевой комбинат Aiju Grain and Oil Industrial Group. Важным промышленным кластером является индустриальный парк «Линьган» (смартфоны и другие интеллектуальные гаджеты, бытовая техника, потребительская электроника и сетевое оборудование).

### Туризм
Важными туристическими центрами Сианя являются древний квартал Датан, район у древней городской стены и улица Хуэйминь, которая славится фирменными блюдами местной кухни.

## Транспорт

### Общественный транспорт
В городе более 200 автобусных маршрутов.
В августе 2024 года была запущена в эксплуатацию транспортная система «Юньба» от компании BYD. Протяженность подвесных линий составила 17,2 км, они соединяют между собой более 70 промышленных и жилых районов, ежедневно обслуживая около 600 тысяч жителей.

### Метрополитен
С 2011 года действует сеть метро. В настоящее время разработана система метро с шестью линиями.
Первой построенной линией стала Линия № 2, проходящая через город с севера (северный железнодорожный вокзал) на юг (Вэйцюй Нань) и открытая 16 сентября 2011 года. Перевозки на линии начались с 28 сентября. В то время длина линии составляла 19,9 км с 17 станциями. Линия № 1 была открыта 15 сентября 2013 года, она протянулась с запада на восток города. Эта линия включает 19 станций и соединяет Хоувэйчжай и Фанчжичэн. Строительство линии № 3 началось в мае 2011 года, открытие состоялось в 2016 году. Линия проходит в направлении с северо-востока на юго-запад от станции Баошуйцюй (Baoshuiqu) до станции Юйхуачжай (Yuhuazhai). На момент открытия использовалось 31,1 км и 26 станций.
Строительство остальных линий планируется завершить к 2020 году. В итоге, система будет охватывать 251,8 км, метро будет обслуживать городские и пригородные районы Сианя и часть города Сяньян.
Линия метро проходит через некоторые из самых известных достопримечательностей, такие как музей Баньпо (станция Баньпо, линия 1), башни колокола и барабана (линия 2), городская стена (линия 2), Большая пагода диких гусей, исторический музей провинции Шэньси, Храм зелёного дракона (Qinglongsi, линия 3) и другие.

### Железнодорожный транспорт
В Сиане шесть вокзалов, их которых основным является Центральный вокзал. Также одним из крупных является Северный сианьский вокзал, обслуживающий высокоскоростные поезда.
В 2010 году была построена высокоскоростная железнодорожная линия протяжённостью 456 км до города Чжэнчжоу. В 2020 году была введена в эксплуатацию высокоскоростная железнодорожная линия Сиань — Урумчи.
Международный порт Сиань
В 2013 году в Сиане было открыто международное грузовое железнодорожное сообщение по маршруту Китай — Европа. В 2020 году из Сианя в Европу было отправлено 3720 грузовых поездов, что в 1,7 раза больше по сравнению с предыдущим годом. 1311 поездов вернулись обратно из Европы в Сиань. Всего в 2020 году по маршруту Сиань — Европа было перевезено более 2,81 млн тонн грузов, что на 60 % больше, чем в 2019 году. В августе 2021 года из Сианя отправился 10-тысячный грузовой поезд сообщением Китай — Европа. По состоянию на 2021 год 15 маршрутов связывали Сиань с другими городами в 44 странах и регионах мира.
В 2022 году из Сианя по маршрутам грузовых поездов сообщением Китай — Европа было отправлено 4639 составов, что на 20,8 % больше, чем в 2021 году, и перевезено почти 4,12 млн тонн грузов, что в годовом исчислении больше на 43,3 %. В 2022 году Сиань занял первое место среди китайских городов, осуществляющих грузоперевозки по железнодорожным маршрутам Китай — Европа, по таким показателям, как количество рейсов, объём грузов и оборот тяжелых контейнеров. В 2023 году Сиань обработал 5351 грузовой поезд, следовавший по маршрутам Китай — Европа, что на 15,3 % больше, чем в 2022 году. В 2024 году в Сиане открылся новый логистический грузовой терминал.
Станция Международного порта Сиань (входит в состав Сианьского порта свободной торговли) связывает регулярными грузовыми рейсами страны Юго-Восточной и Восточной Азии со странами Центральной Азии и Россией, и далее через Транскаспийский маршрут с Азербайджаном, Грузией и Европой. Также важное значение имеет Сианьский международный торгово-логистический парк.

### Авиатранспорт
В 41 км на северо-западе от центра Сианя и в 13 км на северо-востоке от центра соседнего города Сяньян расположен международный аэропорт Сиань Сяньян, самый большой в регионе. В 2011 году аэропорт обслужил более 21 млн пассажиров, в 2023 году — 41,37 млн пассажиров и 265,8 тыс. тонн грузов. По состоянию на 2025 год аэропорт имел пять терминалов. Прямые рейсы связывают его со всеми значительными городами Китая и Азии. Чтобы попасть из аэропорта в центр города, пассажиры могут воспользоваться линией метро, маршрутными автобусами или такси.

## Наука и образование
Сиань известен как образовательный центр Китая. По количеству вузов он является третьим в стране после Пекина и Шанхая.

### Государственные университеты
- Чанъаньский университет (长安大学)
- Сианьский технический университет (西安工业大学)
- Северо-западный университет сельского и лесного хозяйства (西北农林科技大学)
- Северо-западный университет (西北大学)
- Северо-западный университет политики и права (西北政法大学)
- Северо-западный политехнический университет (西北工业大学)
- Педагогический университет провинции Шэньси (陕西师范大学)
- Сианьский университет строительства и архитектуры (西安建筑科技大学)
- Научно-технический университет провинции Шэньси (陕西科技大学)
- 4-й университет военной медицины (第四军医大学)
- Сианьский университет иностранных языков (西安外国语大学)
- Сианьский транспортный университет (西安交通大学)
- Сианьский инженерный университет (西安工程大学)
- Сианьский университет нефти (西安石油大学)
- Сианьский Университет металлургии и строительства (англ. Xi’an University of Architecture and Technology) (西安建筑科技大学)
- Сианьский университет почты и телекоммуникаций (西安邮电学院)
- Сианьский научно-технический университет (西安科技大学)
- Сианьский технологический университет (西安理工大学)
- Университет Сидянь (бывш. Сианьский электротехнический университет) (西安电子科技大学)
- Педагогический институт провинции Шэньси (陕西教育学院)
- Сианьская академия изящных искусств (西安美术学院)
- Сианьская музыкальная консерватория (西安音乐学院)
- Сианьский институт экономики и финансов (西安财经学院)
- Сианьский институт физической культуры (西安体育学院)

### Частные университеты
- Сианьский Евразийский институт (西安欧亚学院)
- Сианьский университет перевода (西安翻译学院)
- Xi’an Peihua University (西安培华学院)
- Xi’an Siyuan University (西安思源学院)
- Сианьский интернациональный университет (西安外事学院)

### Научно-исследовательские учреждения
- Сианьский НИИ угля

## Достопримечательности
- Городская стена хорошо сохранилась со средневековых времён, во время династии Мин она была реконструирована. Поверхность стены представляет собой широкую ровную дорогу, для путешествия по которой рекомендуют брать напрокат велосипед.
- Мавзолей Цинь Шихуанди (秦始皇) и Терракотовая армия находятся на расстоянии 40 км к востоку от города.
- Мусульманский квартал и Большая Мечеть.
- Большая пагода диких гусей и Малая пагода диких гусей стоят уже почти 1500 лет, около большой пагоды находится самый большой поющий фонтан в Азии.
- Колокольная башня и Барабанная башня в центре города.
- Музей стел (кит. упр. 碑林, пиньинь Bēilín, палл. Бэйлинь) — большая коллекция каменных памятников с надписями и рисунками.
- Исторический музей провинции Шэньси хранит большую коллекцию древностей.
- Неолитическая деревня Баньпо недалеко от города.
- Хуашань — одна из самых знаменитых и посещаемых гор в Китае.
- Дасиншань — буддийский монастырь неподалёку от Исторического музея провинции Шэньси.
- Поющий фонтан — самый большой в Азии музыкальный фонтан. Он располагается на Северной площади рядом с Пагодой диких гусей и занимает территорию в 110 тыс. квадратных метров.
- Парк «Центральная Азия» с ресторанами среднеазиатской кухни[48].

## Средства массовой информации

### Телевизионные каналы
- Телевидение Шэньси — восемь каналов телевещания и спутниковое телевидение.
- Телевидение Сиань — шесть каналов телевещания.
- Радио Шэньси обслуживает город и провинцию Шэньси музыкальными и новостными передачами.

### Городская газета
- Chinese Business View (华商报)

## Города-побратимы
- Нара (1974)
- Киото (1974)
- Эдинбург (1985)
- По (1986)
- Канзас-Сити (1989)
- Исфахан (1989)
- Дортмунд (1991)
- Лахор (1992)
- Фунабаси (1994)
- Кёнджу (1994)
- Яссы (1994)
- Днепр (1995)
- Конья (1996)
- Катманду (1996)
- Бразилиа (1997)
- Куско (1997)
- Каир (1997)
- Квебек (2001)
- Чинджу (2004)
- Обама (2004)
- Кордова (2006)
- Помпеи (2007)
- Каламата (2009)
- Гронинген (2011)
- Монтгомери (2013)
- Рим (2013)
- Улан-Удэ (2013)
- Эхиме (2013)
- Нью-Дели (2013)
- Алма-Ата (2013)
- Велико-Тырново (2013)
- Газиантеп (2013)
- Душанбе (2013)
- Гюмри (2013)
- Оттава (2014)
- Мерида (2014)
- Мары (2014)
- Джорджтаун (2015)
- Мельбурн (2015)
- Ольденбург (2017)
- Кота-Кинабалу (2019)
- Шымкент (2023)

## Комментарии
1. ↑  По толщине стен Чанъань уступала некоторым китайским городам доимперского периода. Так, глинобитные стены Сюэсянь царства Лу составляли от 10 до 14 м в ширину. Стену окружал ров шириной 8 м. Nylan-Loewe, China’s Early Empires, p.170